# 1997-es magyar atlétikai bajnokság
Az 1997-es magyar atlétikai bajnokságon, amely a 102. bajnokság volt. A maratoni váltókat 6 × 7,032 kilométere változtatták.

## Helyszínek
- téli dobóbajnokság: február 22., Népstadion; Tüzér utca (gerelyhajítás)
- mezeifutás: március 8., Dunakeszi
- női 10 km-es gyaloglás: április 6., Békéscsaba
- maraton: április 27., Budapest
- 4 × 800 m váltó: május 3., Szilágyi utca
- ügyességi csapatbajnokság: május 3., Szilágyi utca
- maratoni váltó: május 18., Budapest
- 4 × 200 és 800 m váltó: május 24., Szilágyi utca
- férfi 20 km-es gyaloglás: május 25., Ózd
- pályabajnokság: július 18–20., Csepel
- többpróba: szeptember 6–7, Budapest
- félmaraton: szeptember 20., Nyíregyháza
- férfi 50 km gyaloglás: szeptember 27., Balassagyarmat
- női 20 km gyaloglás: október 11., Tatabánya

## Eredmények

### Férfiak
| Versenyszám            | Arany                                                                             | Arany     | Ezüst                                                                                                | Ezüst     | Bronz                                                                                  | Bronz     |
| ---------------------- | --------------------------------------------------------------------------------- | --------- | --- | --------- | -------------------------------------------------------------------------------------- | --------- |
| 100 m                  | Dobos Gábor Bp. Honvéd                                                            | 10,50     | Gyulai Miklós Bp. Honvéd                                                                             | 10,55     | Alexa Szabolcs Zalaegerszegi AC                                                        | 10,60     |
| 200 m                  | Gyulai Miklós Bp. Honvéd                                                          | 21,19     | Kovács Viktor Újpesti TE                                                                             | 21,36     | Szeglet Zsolt Győri Dózsa                                                              | 21,63     |
| 400 m                  | Nyilasi Péter Újpesti TE                                                          | 47,00     | Szeglet Zsolt Győri Dózsa                                                                            | 47,10     | Szél Tibor Békéscsabai AC                                                              | 47,35     |
| 800 m                  | Tölgyesi Balázs Alba Regia AK                                                     | 1:48,34   | Nagy István Újpesti TE                                                                               | 1:50,04   | Árpási Miklós Alba Regia AK                                                            | 1:50,40   |
| 1500 m                 | Tölgyesi Balázs Alba Regia AK                                                     | 3:46,39   | Oláh Roland Alba Regia AK                                                                            | 3:50,88   | Csillag Balázs AC Szekszárd                                                            | 3:50,99   |
| 5000 m                 | Kliszek Tamás Újpesti TE                                                          | 13:59,09  | Berkovics Imre BVSC                                                                                  | 14:10,31  | Serfőző Sándor Salgótarjáni Öblösüveggyár                                              | 14:16,82  |
| 10 000 m               | Káldy Zoltán BVSC                                                                 | 29:13,79  | Jáger Péter BVSC                                                                                     | 29:54,69  | Bacskay Zsolt BVSC                                                                     | 30:00,18  |
| félmaraton             | Kliszek Tamás Újpesti TE                                                          | 1:03:36   | Berkovics Imre BVSC                                                                                  | 1:03:45   | Szemán János VEDAC                                                                     | 1:04:37   |
| maraton                | Lajtos Márton Szolnoki MÁV                                                        | 2:21:35   | Sági Ferenc BVSC                                                                                     | 2:22:06   | Laczfi Endre Újpesti TE                                                                | 2:27:00   |
| 4 × 100 m              | Makláry Szabolcs Gyulai Miklós Pauer Géza Dobos Gábor Bp. Honvéd                  | 40,89     | Kovács György Takács Gábor Bella Attila Alexa Szabolcs Zalaegerszegi AC                              | 41,68     | Juhász J. Babály László Babály Zoltán Kovács B. Újpesti TE                             | 41,74     |
| 4 × 200 m              | Kovács Viktor Nyilasi Péter Munkácsi Sándor Csillag Levente Újpesti TE            | 1:24,98   | Pauer Géza Eleso Adebo Makláry Szabolcs Gyulai Miklós Bp. Honvéd                                     | 1:25,50   | Hajdu Sándor Alexa Szabolcs Bella Attila Both Vilmos Zalaegerszegi AC                  | 1:26,45   |
| 4 × 400 m              | Bella Attila Both Vilmos Kiss László Kovács Dusán Zalaegerszegi AC                | 3:13,67   | Varga Tamás Tölgyesi Balázs Kiss G. Árpási Miklós Alba Regia AK                                      | 3:16,50   | Forintos Ádám Lukács Kornél Bakacs Roland Szeglet Zsolt Győri Dózsa                    | 3:20,18   |
| 4 × 800 m              | Nagy István Benkő Zsolt Imre Péter Veres Gábor Újpesti TE                         | 8:05,42   | Töreki András Mihalovits Gábor Igaz Bálint Gyimes Zsolt TFSE                                         | 8:05,68   | Szilágyi Tamás Kiss Ernő Szemán Ákos Bencze Miklós Debreceni MTE                       | 8:07,92   |
| 4 × 1500 m             | Imre Péter Banai Róbert Benkő Zsolt Nagy István Újpesti TE                        | 16:03,2   | Szirbek Zsolt Eső András Hites Viktor Szemán János VEDAC                                             | 16:10,0   | Juhász András Kisfaludi István Karkis Gergely Jakus J Bp. Honvéd                       | 16:25,3   |
| 110 m gát              | Csillag Levente Újpesti TE                                                        | 13,66     | Kovács Balázs VEDAC                                                                                  | 14,39     | Zsombor Zsolt Bp. Honvéd                                                               | 14,45     |
| 400 m gát              | Kovács Dusán Zalaegerszegi AC                                                     | 49,38     | Bédi Tibor Csepel SC                                                                                 | 50,37     | Kelemen Sándor Bp. Honvéd                                                              | 52,69     |
| 3000 m akadály         | Banai Róbert Újpesti TE                                                           | 9:04,73   | Serfőző Sándor Salgótarjáni Öblösüveggyár                                                            | 9:07,92   | Tajti János Békéscsabai AC                                                             | 9:10,84   |
| 20 km gyaloglás        | Dudás Gyula Szegedi VSE                                                           | 1:21:58   | Urbanik Sándor Békéscsabai AC                                                                        | 1:22:13   | Czukor Zoltán Pécsi AC                                                                 | 1:26:28   |
| 50 km gyaloglás        | Dudás Gyula Szegedi VSE                                                           | 4:06:11   | Leczki Ervin Békéscsabai AC                                                                          | 4:17:49   | Börcsök Zoltán Szegedi VSE                                                             | 4:27:14   |
| magasugrás             | Kovács István Szolnoki MÁV                                                        | 214 cm    | Zsivoczky Attila Újpesti TE                                                                          | 210 cm    | Nagy Márton Szegedi TK                                                                 | 210 cm    |
| rúdugrás               | László Ferenc Bp. Honvéd                                                          | 520 cm    | Váczi Márk DAC                                                                                       | 480 cm    | Munkácsi Sándor Újpesti TE                                                             | 460 cm    |
| távolugrás             | Uzsoki János Újpesti TE                                                           | 778 cm    | Hegedűs András Újpesti TE                                                                            | 763 cm    | Dömötör Balázs TFSE                                                                    | 723 cm    |
| hármasugrás            | Czingler Zsolt Újpesti TE                                                         | 16,79 m   | Ordina Tibor Ferencvárosi TC                                                                         | 16,71 m   | Margl Tamás TFSE                                                                       | 15,50 m   |
| súlylökés              | Kóczián Jenő Újpesti TE                                                           | 18,74 m   | Pintér Attila Ikarus BSE                                                                             | 17,70 m   | Biber Zsolt Szolnoki MÁV                                                               | 17,33 m   |
| diszkoszvetés          | Horváth Attila Haladás                                                            | 61,48 m   | Benczenleitner Ottó Haladás VSE                                                                      | 56,80 m   | Fazekas Róbert Dobó SE                                                                 | 56,40 m   |
| kalapácsvetés          | Németh Zsolt Dobó SE                                                              | 74,14 m   | Fábián Zoltán Haladás VSE                                                                            | 73,92 m   | Annus Adrián Dobó SE                                                                   | 73,70 m   |
| gerelyhajítás          | Belák József Újpesti TE                                                           | 73,48 m   | Horváth Gergely CSHC                                                                                 | 73,28 m   | Fehér Zoltán Mátyásföldi LTC                                                           | 73,00     |
| tízpróba               | Munkácsi Sándor Újpesti TE                                                        | 7349      | Kovács V Bp. Honvéd                                                                                  | 6428      | Makszin Áron TFSE                                                                      | 6299      |
| mezei futás 10 000 m   | Káldy Zoltán BVSC                                                                 | 30:23     | Berkovics Imre BVSC                                                                                  | 30:37     | Kadlót Zoltán Salgótarjáni Öblösüveggyár                                               | 30:47     |
| csapat 20 km gyaloglás | Urbanik Sándor Leczki Ervin Tóth Balázs Békéscsabai AC                            | 4:30:41   | Gyöngyi András Záborszky Gergely Tóth János Nyíregyházi VSC                                          | 4:40:14   | Dudás Gyula Lengyel Gábor Balog István Szegedi VSE                                     | 4:41,08   |
| csapat 50 km gyaloglás | Dudás Gyula Börcsök Zoltán Lengyel Gábor Szegedi VSE                              | 13:02:13  | |           |                                                                                        |           |
| csapat mezei futás     | Káldy Zoltán Berkovics Imre Sági Ferenc BVSC A                                    | 7         | Jáger Péter Holba Zoltán Molnár Tibor BVSC B                                                         | 20        | Kliszek Tamás Imre Péter Laczfi Endre Újpesti TE                                       | 42        |
| csapat félmaraton      | Berkovics Imre Holba Zoltán Jáger Péter BVSC                                      | 3:16:01   | Kadlót Zoltán Serfőző Sándor Langer Olivér Salgótarjáni Öblösüveggyár                                | 3:24:09   | Ostoróczki Ferenc Kisfaludi István Juhász András Bp. Honvéd                            | 3:32:59   |
| csapat maraton         | Sági Ferenc Nagy László Holba Zoltán BVSC                                         | 7:28:00   | Lajtos Márton Balogh József Szabó Imre Szolnoki MÁV                                                  | 7:28:15   | Zsigovits Tamás Maros Ervin Somogyi Gábor Kőszeg                                       | 7:45:25   |
| maratoni váltó         | Káldy Zoltán Holba Zoltán Szűcs Csaba Sági Ferenc Jáger Péter Talabér Attila BVSC | 2:08,26   | Stépán Zsolt Kisfaludi István Kuttor Cs. Ostoróczky Ferenc Juhász András Babinyecz József Bp. Honvéd | 2:12:55   | Gyarmati Pál Kliszek Tamás Imre Péter Banai Róbert Benkő Zsolt Laczfi Endre Újpesti TE | 2:13:59   |
| csapat magasugrás      | Kovács István Bertán Gábor Homoki Árpád Kádár Kálmán Szolnoki MÁV                 | 201,5 cm  | Vass Z TFSE                                                                                          | 198 cm    | Czingler Zsolt Újpesti TE                                                              | 192,25 cm |
| csapat rúdugrás        | Szabó Dezső Bóka Attila Balogh László Jenisz Gábor Újpesti TE                     | 465,00 cm | László Ferenc Szeredás Bence Farkas Zoltán Kovács Viktor Bp. Honvéd                                  | 455,00 cm | Milassin Ákos Juan Contreras Janecskó Balázs Debreczeni György ELTE TK                 | 437,50 cm |
| csapat távolugrás      | Hegedűs András Uzsoki János Szabó Dezső Czingler Zsolt Újpesti TE                 | 745,75 cm | Ordina Tibor Horváth József Földessy Csaba Voncsina Henrik Ferencvárosi TC                           | 676,25 cm | Tarr Péter Olasz Tamás Dobozi Sándor Tölgyesi Előd Alba Regia AK                       | 666,75 cm |
| csapat hármasugrás     | Olasz Tamás Tarr Péter Dobozi Sándor Benkó Tamás Alba Regia AK                    | 14,7325 m | Földessy Csaba Janovszky Zoltán Voncsina Henrik Szergej Golobokov Ferencvárosi TC                    | 14,4300 m | Czingler Zsolt Hegedűs A Kuzma Gábor Zollner László Újpesti TE                         | 14,0900   |
| csapat súlylökés       | Míg György Sinkó Árpád Ladányi Zsigmond Pallay Kornél Kiskunhalasi AC             | 15,4200 m | Németh Zsolt Kiss Szilárd Annus Adrián Haklits András Dobó SE                                        | 15,2150 m | Fábián Zoltán Horváth Attila Benczenleitner Ottó Vida József Haladás VSE               | 15,1225 m |
| csapat diszkoszvetés   | Horváth Attila Benczenleitner Ottó Fábián Zoltán Vida József Haladás VSE          | 53,7550 m | Kerekes László Bacskó Sándor Csata Imre Gyurján Tamás Nyíregyházi VSC                                | 49,6500   | Fazekas Róbert Németh Zsolt Annus Adrián Kiss Szilárd Dobó SE                          | 48,3300 m |
| csapat kalapácsvetés   | Fábián Zoltán Vida József Szitás Imre Horváth Norbert Haladás VSE                 | 70,6050 m | Németh Zsolt Annus Adrián Haklits András Fazekas Róbert Dobó SE                                      | 66,2500 m | Varga Sándor Ferenczy Zsolt Zentai Tibor Éberhardt Ferenc VEDAC                        | 55,6550 m |
| csapat gerelyhajítás   | Varga Lajos Erdős Adrián Szabó József Bak István Szegedi VSE                      | 61,7900 m | Majoros László Stefán László Cserpák Róbert Szoboszlai Péter Nyíregyházi VSC                         | 59,7100 m | Belák József Munkácsi Sándor Dani Balázs Mészáros Tamás Újpesti TE                     | 57,2950 m |

### Nők
| Versenyszám            | Arany                                                                                   | Arany     | Ezüst                                                                                  | Ezüst     | Bronz                                                                                         | Bronz     |
| ---------------------- | --------------------------------------------------------------------------------------- | --------- | -------------------------------------------------------------------------------------- | --------- | --------------------------------------------------------------------------------------------- | --------- |
| 100 m                  | Barati Éva Bp. Honvéd                                                                   | 11,57     | Vaszi Tünde Bp. Honvéd                                                                 | 11,64     | Lőrincz Krisztina Bp. Honvéd                                                                  | 11,89     |
| 200 m                  | Barati Éva Bp. Honvéd                                                                   | 23,79     | Vaszi Tünde Bp. Honvéd                                                                 | 24,11     | Blazsic Renáta Zalaegerszegi AC                                                               | 24,16     |
| 400 m                  | Szekeres Judit Szolnoki MÁV                                                             | 53,00     | Bori Annamária MTK                                                                     | 53,85     | Kun Alice Békéscsabai AC                                                                      | 54,15     |
| 800 m                  | Varga Judit Haladás                                                                     | 2:04,63   | Tusai Brigitta Bp. Honvéd                                                              | 2:05,52   | Csendes Ildikó Békéscsabai AC                                                                 | 2:07,20   |
| 1500 m                 | Tusai Brigitta Bp. Honvéd                                                               | 4:24,14   | Csendes Ildikó Békéscsabai AC                                                          | 4:27,24   | Barta Viktória Kaposvári Építők                                                               | 4:29,88   |
| 5000 m                 | Dóczi Éva VEDAC                                                                         | 16:03,43  | Javos Anikó Újpesti TE                                                                 | 16:03,67  | Tóth Mónika Kaposvári Építők                                                                  | 16:39,05  |
| 10 000 m               | Kálovics Anikó Haladás                                                                  | 33:06,56  | Földingné Nagy Judit Győri Dózsa                                                       | 33:36,87  | Ágoston Zita BVSC                                                                             | 34:47,35  |
| félmaraton             | Földingné Nagy Judit Győri Dózsa                                                        | 1:13:01   | Jakab Ágnes BVSC                                                                       | 1:14:49   | Rakonczai Beáta BVSC                                                                          | 1:16:11   |
| maratoni futás         | Jakab Ágnes BVSC                                                                        | 2:41:12   | Farkas Ágota Hunyadi DSE                                                               | 2:52:50   | Kiss Ágnes Szegedi VSE                                                                        | 2:55:03   |
| 4 × 100 m              | Steinmetz Éva Barati Éva Lőrincz Krisztina Vaszi Tünde Bp. Honvéd                       | 46,35     | Blazsic Renáta Baksa Judit Zsidó Csilla Gróf Andrea Zalaegerszegi AC                   | 48,39     | Bartha Beáta Endes Györgyi Szabó Anikó Szabó Gabriella Debreceni EAC                          | 49,15     |
| 4 × 200 m              | Ináncsi Rita Lőrincz Krisztina Szakács Enikő Barati Éva Bp. Honvéd                      | 1:36,78   | Dobi Gabriella Tóth Emese Liktor Éva Szabó Enikő Debreceni MTE                         | 1:42,90   | Bartha Beáta Szabó Anikó Endes Györgyi Szabó Gabriella Debreceni EAC                          | 1:43,19   |
| 4 × 400 m              | Ray Szilvia Kulcsár Eszter Gróf Andrea Balazsicz Renáta Zalaegerszegi AC                | 3:49,11   | Ficsor Bernadett Urr Anita Blaskó Katalin Bori Annamária MTK                           | 3:53,99   | Kun Alice Laczó Rita Bobcsek Emese Csendes Ildikó Békéscsabai AC                              | 3:55,95   |
| 4 × 800 m              | Hecz Katalin Tóth Mónika Csizi Réka Barta Viktória Kaposvári Építők                     | 9:16,23   | Schäffer Ramóna Kálovics Anikó Prácser Kinga Varga Judit Haladás VSE                   | 9:25,53   | Jó Alexandra Fekete Éva Kovács Andrea Józsa Bernadett Győri Dózsa                             | 10:04,10  |
| 100 m gát              | Bálint Zita Csepel                                                                      | 13,65     | Szabó Anikó Debreceni EAC                                                              | 14,61     | Kiss Enikő Pécsi AC                                                                           | 14,67     |
| 400 m gát              | Szekeres Judit Szolnoki MÁV                                                             | 56,65     | Dóczi Orsolya ELTE TK                                                                  | 58,78     | Ray Szilvia Zalaegerszegi AC                                                                  | 59,69     |
| 10 km gyaloglás        | Szebenszky Anikó Debreceni MTE                                                          | 43:50     | Rosza Mária Békéscsabai AC                                                             | 45:47     | Ilyés Ildikó Alba Regia AK                                                                    | 46:03     |
| 20 km gyaloglás        | Pesti Mónika Szegedi VSE                                                                | 1:40:51   | Zsoffay Klára BEAC                                                                     | 1:45:40   | Tóth Barbara Bp. Honvéd                                                                       | 1:46:00   |
| magasugrás             | Győrffy Dóra BEAC                                                                       | 193 cm    | Hegyi Judit VEDAC                                                                      | 181 cm    | Fazekas Erzsébet Mátyásföldi LTC                                                              | 178 cm    |
| rúdugrás               | Szemerédi Eszter Újpesti TE                                                             | 400 cm    | Szabó Zsuzsa BEAC                                                                      | 390 cm    | Juhász Fanni Újpesti TE                                                                       | 380 cm    |
| távolugrás             | Vaszi Tünde Bp. Honvéd                                                                  | 646 cm    | Ajkler Zita SKDASE                                                                     | 599 cm    | Kiss Enikő Pécsi AC                                                                           | 581 cm    |
| hármasugrás            | Bálint Zita Csepel SC                                                                   | 13,79 m   | Szála Anett TFSE                                                                       | 12,67 m   | Vaszi Tünde Bp. Honvéd                                                                        | 12,64 m   |
| súlylökés              | Kürti Éva Nyíregyházi VSC                                                               | 15,09 m   | Divós Katalin Dobó SE                                                                  | 14,78 m   | Kovács Réka Kaposvári Építők                                                                  | 13,88 m   |
| diszkoszvetés          | Csőke Katalin Bp. Erőmű                                                                 | 53,00 m   | Divós Katalin Dobó SE                                                                  | 49,80 m   | Kürti Éva Nyíregyházi VSC                                                                     | 48,46 m   |
| kalapácsvetés          | Divós Katalin Dobó SE                                                                   | 54,54 m   | Tudja Julianna VEDAC                                                                   | 51,66 m   | Sugár Barbara Dobó SE                                                                         | 49,78 m   |
| gerelyhajítás          | Szabó Nikolett Ferencvárosi TC                                                          | 61,60 m   | Preisinger Ágnes Ferencvárosi TC                                                       | 58,76 m   | Baumgartner Eszter TFSE                                                                       | 53,68 m   |
| hétpróba               | Bálint Zita Csepel                                                                      | 5774      | Kiss Enikő Pécsi AC                                                                    | 5405      | Skoumál Réka Kaposvári Marathon                                                               | 4946      |
| mezei futás 6000 m     | Dóczi Éva VEDAC                                                                         | 20:53     | Javos Anikó Újpesti TE                                                                 | 20:55     | Barócsi Heléna Kaposvári Építők                                                               | 20:57     |
| csapat félmaraton      | Jakab Ágnes Rakonczai Beáta Ágoston Zita BVSC                                           | 3:55:36   | Kovács Gyöngyi Fogarasi Hajnalka Nagy Erika Nyíregyházi VSC                            | 4:20:26   |                                                                                               |           |
| csapat maratoni futás  | Jakab Ágnes Molnár Gizella Dobó Andrea BVSC                                             | 8:50:13   | Farkas Ágota Korán Éva Hunyadi DSE                                                     | 9:33:41   | Péti MTE                                                                                      | 9:39:24   |
| maratoni váltó         | Dóczi Éva Stupián Mónika Horváth Mariann Szabó Anikó Solymosi Ildikó Stiglic Edit VEDAC | 2:37,35   | Jakab Ágnes Bajkó Mária Rakonczai Beáta Ágoston Zita Molnár Gizella Visnyei Márta BVSC | 2:40:16   | Kálovics Anikó Prácser Kinga Schäffer Ramóna Zsiga Tímea Papp Júlia Járai Melinda Haladás VSE | 2:48:40   |
| csapat 10 km gyaloglás | Rosza Mária Szabó Andrea Tóth Ágnes Békéscsabai AC                                      | 2:29:04   | Szuromi Karin Szécsi Ilona Zsoffay Klára BEAC                                          | 2:31:46   | Puskás Éva Tóth Barbara Mezei Éva Bp. Honvéd                                                  | 2:32:29   |
| csapat 20 km gyaloglás | Zsoffay Klára Szécsi Ilona Szuromi Karin BEAC                                           | 5:21:49   | Pesti Mónika Bondor Krisztina Benkő Anita Szegedi VSE                                  | 5:25:25   | Tóth Barbara Tóth Boglárka Hudi Zsuzsanna Bp. Honvéd                                          | 5:33:44   |
| csapat mezei futás     | Barócsi Heléna Csizi Réka Tóth Mónika Kaposvári Építők                                  | 23        | Dóczi Éva Stupián Mónika Kovács Ida VEDAC                                              | 26        | Kálovics Anikó Varga Judit Prácser Kinga Haladás VSE                                          | 29        |
| csapat magasugrás      | Kiss Enikő Kis-Rabata Szimonetta Hermesz Ágnes Bartis Eszter Pécsi AC                   | 163,75 cm | Földvári Anett Galisz Beáta Ménesi Eszter Dobó Andrea Szegedi VSE                      | 156,25 cm | Kiss A Kuruokovics Gy Bizánc A Kerekes K TFSE                                                 | 153,75 cm |
| csapat rúdugrás        | Szemerédi Eszter Juhász Fanny Donáth Katalin Miklós Mónika Újpesti TE                   | 370,75 cm | Molnár Krisztina Füzesi E Csizik Éva Lőrincz Ágnes ELTE TK                             | 295,00 cm | Oravecz Orsolya Butor Barbara Pokrovenszki Katalin Szilágyi Andrea TFSE                       | 280,00 cm |
| csapat távolugrás      | Vaszi Tünde Ináncsi Rita Köves K. Szabó Emese Bp. Honvéd                                | 564,25 cm | Kiss Enikő Völgyi Erzsébet Csalagovits Andrea Kis-Rabata Szimonetta Pécsi AC           | 531,75 cm | Dóczi Orsolya Vágó Krisztina Gáncs Gabriella Horváth A ELTE TK                                | 516,75 cm |
| csapat hármasugrás     | Medovárszky Éva Kéri Krisztina Osztényi Éva Bujdosó Melinda Kecskeméti SC               | 11,4350 m | Völgyi Erzsébet Hermesz Ágnes Kiss Enikő Csalagovits Andrea Pécsi AC                   | 11,4125 m | Pajor Zsuzsa Butor Barbara Szilágyi Andrea Szendrei Edina TFSE                                | 10,8825 m |
| csapat súlylökés       | Kürti Éva Borbély Anita Hajnal Mária Borbély Zsuzsa Nyíregyházi VSC                     | 12,6875 m | Divós Katalin Magyariné Oroszi Zsuzsa Sugár Barbara Németh Barbara Dobó SE             | 12,1250 m | Laczkó Melinda Ménesi Eszter Kónya Edina Kiss Andrea Szegedi VSE                              | 11,0250 m |
| csapat diszkoszvetés   | Divós Katalin Sugár Barbara Németh Barbara Németh Gyöngyi Dobó SE                       | 42,4100 m | Kürti Éva Borbély Anita Borbély Zsuzsa Hajnal Mária Nyíregyházi VSC                    | 40,7250 m | Zsigmond Kinga Szabó Nikolett Antal Katalin Preisinger Ágnes Ferencvárosi TC                  | 33,3850 m |
| csapat kalapácsvetés   | Divós Katalin Németh Barbara Sugár Barbara Gács Éva Szombathelyi Dobó SE                | 45,9850 m | Leibinger Éva Puskás Marianna Szabó Erika Wlassits Gabriella Haladás VSE               | 37,2950 m | Tudja Julianna Pápai Zsuzsanna Markó Borbála Budai Mária VEDAC                                | 36,8600 m |
| csapat gerelyhajítás   | Szabó Nikolett Preisinger Ágnes Antal Katalin Gránitz Andrea Ferencvárosi TC            | 49,7450 m | Füredi Zsuzsa Baumgartner Eszter Boér R Kékesi Noémi TFSE                              | 41,6250 m | Bánfi Evelin Joó Ildikó Barcsay Zsuzsanna Kónya Edina Szegedi VSE                             | 37,0350 m |

## Téli dobóbajnokság
Férfiak
| Versenyszám   | Arany                            | Arany   | Ezüst                          | Ezüst   | Bronz                   | Bronz   |
| ------------- | -------------------------------- | ------- | ------------------------------ | ------- | ----------------------- | ------- |
| diszkoszvetés | Horváth Attila Haladás           | 62,02 m | Varga Roland III. kerületi TVE | 55,18 m | Nagy Ákos PAC           | 53,66 m |
| kalapácsvetés | Németh Zsolt Dobó SE             | 74,56 m | Vida József Haladás VSE        | 71,20 m | Annus Adrián Dobó SE    | 70,85 m |
| gerelyhajítás | Horváth Gergely Csepeli Hungária | 72,74 m | Majoros László Nyíregyházi VSC | 72,26 m | Varga Lajos Szegedi VSE | 65,34 m |

Nők
| Versenyszám   | Arany                 | Arany   | Ezüst                 | Ezüst   | Bronz                            | Bronz   |
| ------------- | --------------------- | ------- | --------------------- | ------- | -------------------------------- | ------- |
| diszkoszvetés | Dívós Katalin Dobó SE | 53,86 m | Sugár Barbara Dobó SE | 51,54 m | Kürti Éva Nyíregyházi VSC        | 46,76   |
| kalapácsvetés | Dívós Katalin Dobó SE | 55,22 m | Sugár Barbara Dobó SE | 51,40 m | Tudja Julianna VEDAC             | 41,70 m |
| gerelyhajítás | Füredi Zsuzsa TFSE    | 56,28 m | Koczka Anikó BEAC     | 52,44 m | Szegvári Katalin Mátyásföldi LTC | 50,92 m |

## Magyar atlétikai csúcsok
- 400 m gát 48.45 ocs. Kovács Dusán RS-ZAC Athén 8. 3.
- fp. n. 4 × 200 m 1:37.33 ocs. Magyar válogatott (Balázsic Renáta, Petráhn Barbara, Lőrincz Krísztina, Barati Éva) Bécs 2. 15.